# 地仑雄酮
地仑雄酮（INN：delanterone；开发代号：GBR-21162），也叫地仑特龙，是一种类固醇抗雄激素，可用作抗痤疮剂，但从未上市。该化合物在动物体内作为抗雄激素的功效较差，表明活性低或终末半衰期短，并且可能与此相关没有得到进一步开发。1977年的文献对其进行了描述和表征。